# Strela
Strela (ros Стрела, pol. strzała) – pierwszy komputer klasy mainframe produkowany seryjnie w Związku Radzieckim od 1953.
Głównym projektantem był Jurij Bazilewski (Ю.Я. Базилевский), jego pomocnikiem był Boris Ramiejew (główny konstruktor komputera Ural).
Strela była produkowana w Moskiewskiej Fabryce (Московский завод счетно-аналитических машин) w okresie 1953–1957. Zostało wyprodukowanych 7 kopii. Maszyny zostały zainstalowane m.in. w Rosyjskiej Akademii Nauk, na Moskiewskim Uniwersytecie oraz w centrach komputerowych niektórych ministerstw (związanych z obronnością i ekonomiką). 
Pierwsza generacja tego komputera posiadała 6200 lamp elektronowych oraz 60 000 półprzewodnikowych diod.
Prędkość Streli wynosiła 2000 operacji na sekundę. Posiadała jednostkę zmiennoprzecinkową, która bazowała na 43-bit słowie. W Streli zastosowano pamięć, tylko do odczytu bazującą na diodach półprzewodnikowych dla programów, dane wprowadzano i wyprowadzano za pomocą kart perforowanych oraz przy pomocy taśmy magnetycznej, dodatkowo można było podłączyć drukarkę.
Ostatnia wersja Streli używała pamięci bębnowej obracającej się z prędkością 6000 obrotów na minutę.